# Bela Vista Futebol Cachoeirense
O Bela Vista Futebol Cachoeirense é um clube brasileiro de futebol, da cidade de Cachoeirinha, no estado do Tocantins. O clube foi re-fundado, e é gerado pelo futebolista Cachoeirense, Gil Macena, jogador que tem boa parte de sua carreira escrita na Ásia.

## História
O clube foi fundado em 1992, mas logo entrou em licenciamento, retornando à prática esportiva após quase 30 anos afastado, sendo re-fundado pelo jogador Gil Macena, em maio de 2021.
Após o retorno, o clube disputou o Campeonato Tocantins Amador, que daria ao campeão, o direito de se tornar profissional, e conseguir uma vaga na disputa do Tocantinense Segunda Divisão 2021.
Ao final da competição, o clube faturou o título do torneiro, após empatar em 1 a 1, a primeira partida, e no jogo da volta fazer 3 a 0 na equipe de Rio dos Bois, se tornando campeão invicto, e com isso, tendo o direito de se tornar um clube profissional.
Já no âmbito profissional, o Bela Vista enfrentou na primeira rodada da Segunda Divisão o Taquarussu, partida que ocorreu em Cachoeirinha. No primeiro jogo como clube profissional, o BVFC venceu por três a zero. Terminou a temporada de 2021 como vice-campeão da segunda divisão do Campeonato Tocantinense, garantindo um vaga direto para a elite do futebol Tocantinense.

### 2024
Em 2024, a equipe do Bela Vista disputou a segunda divisão do Campeonato Tocantinense de Futebol. A equipe foi uma das seis integrantes do Grupo B, juntamente com: Araguacema, Arsenal, Colinas, Guaraí e Sparta. Na fase de grupo, o Bela Vista foi o que mais somou pontos. Com quatro vitórias e um empate, a equipe somou 13 pontos.
Nas quartas de final, a equipe passou pelo São José, perdendo o primeiro jogo por 2 a 1 e vencendo o segundo por 3 a 0.
Nas semi-finais, o Bela vista passou pelo Sparta nos penaltis, já que cada equipe venceu uma partida por 1 a 0.
Na final, o Bela Vista enfrentou a equipe do Batalhão FC. No primeiro jogo o Bela Vista, em casa, venceu por 3 a 0. No segundo jogo o empate por 2 a 2 garantiu o título para o Bela Vista.

## Estatísticas
|  | Participações em 2025 |

| Competição | Competição              | Temporadas | Melhor campanha | Estreia | Última | P | R |
| Tocantins  | Campeonato Tocantinense | 4          | 3º lugar (2023) | 2022    | 2025   |   | 1 |
| Tocantins  | Segunda Divisão         | 2          | Campeão (2024)  | 2021    | 2024   | 2 |   |

## Títulos
| Estaduais | Estaduais                                 | Estaduais | Estaduais  |
|           | Competição                                | Títulos   | Temporadas |
| --------- | ----------------------------------------- | --------- | ---------- |
|           | Campeonato Tocantinense - Segunda Divisão | 1         | 2024       |

### Desempenho em competições oficiais
Campeonato Tocantinense
| Ano  | 2022 | 2023 | 2024 | 2025 |
| Pos. | 5º   | 3º   | 7º   | 6º   |
| ---- | ---- | ---- | ---- | ---- |

Campeonato Tocantinense - 2ª Divisão
| Ano  | 2021 | 2024 |
| Pos. | 2º   | 1º   |
| ---- | ---- | ---- |

Legenda:
     Campeão
     Vice-campeão
     Rebaixado à divisão inferior
     Acesso à divisão superior